# Jogo de mesa

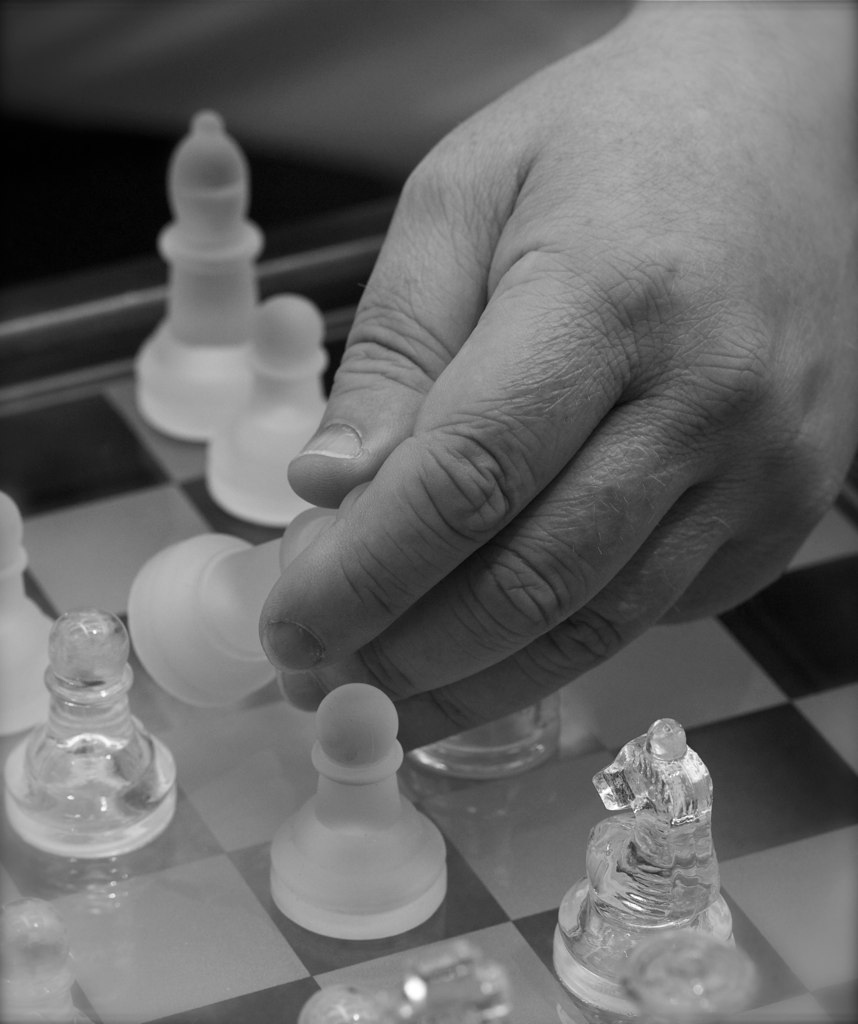
Xadrez

Jogo de mesa é um termo genérico para designar jogos normalmente disputados sobre uma mesa ou outra superfície plana, como dominó e Rummikub. Esse termo é usado para distinguir tais jogos dos desportos e dos jogos de vídeo, actualmente mais populares.
Esta categoria inclui, entre outros jogos:
- Jogos de cartas, incluindo coleccionáveis (ex.: canasta, pôquer, truco)
- Jogo de cartas colecionáveis, como Magic, the Gathering e Vtes
- Jogos de tabuleiro (ex.: xadrez, Sapiens Ouri, Piecepack, Descobridores de Catane Munchkin)
- Jogos de sociedade ou de festa (ex.: Pictionary)
- Jogos de role-playing, ou RPGs (ex.: Dungeons & Dragons)
- Jogos de miniaturas (ex.: Warhammer)
- Jogo de beber (ex.: bicho bebe)

Quando se fala de RPGs, o termo "jogo de mesa" serve para distinguir o formato convencional jogado numa sala do estilo live action (teatralizado) e dos RPGs electrónicos.